# Sergestes geminus
Sergestes geminus är en kräftdjursart som beskrevs av Judkins 1978. Sergestes geminus ingår i släktet Sergestes och familjen Sergestidae. Inga underarter finns listade i Catalogue of Life.